# Ставракій
Ставракій  (грец. Νικηφόρος; ? — 11 січня 812) — імператор Візантії у 811 році.
Ставракій був сином імператора Никифора I та його співімператором з 803 по 811 роки. У 807 році одружився з Феофанією, родичкою скинутої Никифором імператриці Ірини.
811 року під час невдалого для візантійців походу на Болгарію, коли від рук болгар загинув імператор Никифор і з ним багато солдатів, Ставракій сам також був сильно поранений у шию і ледь живий вийшов з бою, врятований комітом тагми схоларіїв Стефаном. Страждаючи від ран, він дістався до міста Адріанополя і там 28 липня 811 був проголошений імператором.
Ставракій повернувся у Константинополь і проголосив свою дружину Феофану співімператрицею. Рани не давали йому керувати повноцінно, і його було зміщено патріархом Никифором на початку жовтня 811 року. Опісля Ставракія відправлено в монастир, де він і помер 11 січня 812 року. Наступником Ставракія став Михаїл I Рангаве, який був одружений з його сестрою Прокопією.